# Druga mitridatska vojna
Druga mitriadska vojna (83–81 pr. n. št.), druga od treh vojn med Pontskim kraljestvom in Rimsko republiko. Pontski vojski je poveljeval kralj Mitridat VI., rimski pa Lucij Licinij Murena.
Ob koncu prve mitridatske vojne je Sula s Mitridatom sklenil mirovni sporazum, ki je slednjemu dovolil obdržati oblast v njegovam kraljestvu, vendar se je moral odreči svojim zahtevam po Mali Aziji in spoštovati predvojne meje. Poveljstvo dveh legij, ki sta bili nameščeni v Mali Aziji, je od Gaja Flavija Fimbrija prevzel Sulov legat Murena. 
Murena je v svojem imenu trdil, da je Mitridat ponovno zbral vojsko in s tem ogrozil rimsko Malo Azijo, in leta 83 pr. n. št. napadel Pontsko kraljestvo. Po več neodločilnih spopadih je Mitridat Mureno porazil in ga prisilil k umiku iz Ponta. Na Sulov ukaz se je ponovno vzpostavilo predvojno stanje.
Drugi vojni je sledila tretja mitridatska vojna.